# SAMPSON
桑普森（SAMPSON）多功能主動相位陣列雷達是英国BAE系统海事公司研制与生产的一种多功能双面有源电子扫描阵列雷达。它是“海毒蛇”海上防空系统的火控雷达。“海毒蛇”系统也被称为 PAAMS(S)，以表示使用了桑普森雷达，并将其与法国和意大利的地平线级护卫舰上的PAAMS系统区分开来。
桑普森多功能雷达最远可探测 400千米（250 英里）外的空中和地面目标，并能同时跟踪数百个目标。“海毒蛇” 利用这些信息来评估和指示目标的优先次序，并计算“紫苑”导弹的最佳发射时间。

## 历史
SAMPSON源自多功能电子扫描自适应雷达（MESAR）计划。MESAR 1 的开发始于 1982 年，由普莱西公司（Plessey）、洛克·诺曼研究公司（Roke Manor Research）和国防评估与研究机构（隶属于英国国防部）合作进行。 普莱西于1989年被西门子收购，更名为西门子·普莱西公司，并于 1998 年被英国宇航公司收购。英国宇航公司于 1999 年 11 月更名为BAE系统公司。MESAR 1 试验于 1989 年至 1994 年间进行。MESAR 2 于 1995 年 8 月开始研发，SAMPSON 是其衍生产品。
英国皇家海军本打算在其地平线级护卫舰（也称为通用新一代护卫舰或CNGF）上安装“桑普森”多功能雷达（MFR），该护卫舰是与法国和意大利合作生产的防空战舰。在出现延误和复杂情况后，英国退出并启动了自己的 45型计划。45 型驱逐舰使用“桑普森”雷达的PAAMS导弹系统，该系统也是为地平线护卫舰开发的（法国和意大利的舰艇将安装欧洲多功能相控阵雷达EMPAR）。SAMPSON 雷达在怀特岛的考斯制造。

## 操作

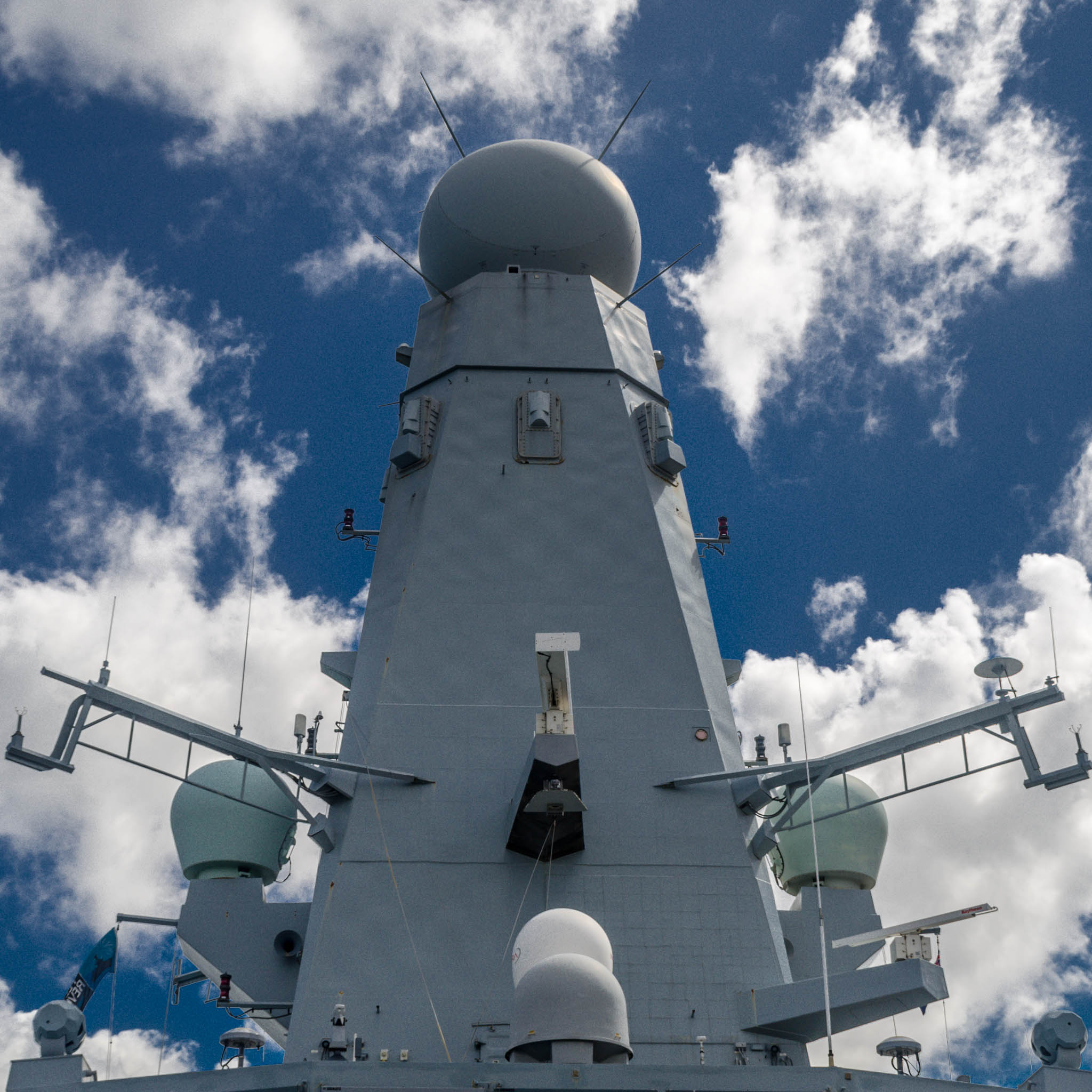
英国皇家海军“勇敢”号（HMS Daring）主桅上的 SAMPSON 多功能 AESA 雷达

传统雷达由旋转发射器和传感器组成，功率有限，易受敌方干扰，而且只能实现单一功能--因此需要独立的单元来监视、跟踪和瞄准。
作为有源相阵控雷达，SAMPSON 使用软件来塑造和引导其雷达波束，使之能同时执行多项功能，并且通过自适应波形控制，几乎能无视敌方的干扰。有源相阵控比传统雷达具有更远的探测距离和更高的精度。波束引导软件通过复杂的算法来控制搜索，以最高的精度对数百个潜在目标的活动轨迹进行持续监控。 
SAMPSON 使用两个平面阵列来覆盖部分天空；通过旋转阵列可以提供360度的完整的覆盖，类似于传统雷达系统的运行方式。这与美国的AN/SPY-1 （用于提康德罗加级导弹巡洋舰和 阿利·伯克级驱逐舰 Flight I–IIA）和AN/SPY-6 （用于阿利·伯克级驱逐舰 Flight III）或荷兰APAR系统（用于荷兰皇家海军的七省级巡防舰、德国海军的薩克森級巡防艦和丹麦皇家海军的伊万·休特菲尔德级巡防舰）形成对比，它们使用固定的多个阵列来提供对整个天空的连续覆盖。
尽管 SAMPSON 雷达无法提供持续的 360 度覆盖，但它以每分钟 30 转的速度旋转，并且由一对背靠背天线阵列，空中的任何部分都可以在平均不多于0.5秒的时间内被覆盖到（由于波束也可以通过电子方式来回扫描，因此精确的时间会有所不同）。此外，由于使用天线阵列较少可使系统重量更轻，从而可以将天线阵列放置在显眼的桅杆顶部，而不是像荷兰或美国舰艇那样放置在舰桥上层建筑的侧面上。将雷达天线放置在更高的高度都可以扩大其视距，提高对低空或掠海目标的打击性能；SAMPSON 雷达天线高于水线的高度大约是外国海军同等舰船天线阵列的两倍。虽然 SAMPSON 在这方面性能的确切细节不太可能公开，但这些因素可能会减轻阵列数量较少的不利影响。
然而，一些任务难以同时进行：例如，（长距离）空间搜索会消耗大量雷达资源，留给其他任务（如瞄准）的余地很小。将空间搜索与其他任务结合起来也会导致搜索速度缓慢或每项任务的总体质量低下等问题。雷达性能的驱动参数是对目标的照射时间或每个波束观测时间。因此，英国皇家海军选择了 S1850M 远程雷达来补充 45 型驱逐舰上的 SAMPSON 雷达。这也导致北约防空作战系统研究（NAAWS）将首选的防空作战系统定义为由互补的空间搜索雷达和 MFR 组成。这样做的另一个好处是，这两种系统可以使用两种不同的雷达频率；其中一种适合用于远程搜索，另一种适合用于 MFR（物理学原理使得这两种任务难以结合）。
2006年2月1日下水的45型驅逐艦首舰勇敢号于2007 年安装了 SAMPSON 和 S1850M 雷达，并于 2009 年 7 月 23 日服役。

### 工作模式
- 中远程搜索
- 海平面图像搜索
- 高速地平线搜索
- 高角度搜索和跟踪
- 多目标跟踪、多通道火控，可跟踪1000个目标

## 查看更多
- 相控阵
- 有源电子扫描阵列
- 有源相控阵雷达
- AN/SPY-3
- AN/SPY-6
- EL/M-2248 MF
- 欧洲多功能相控阵雷达
- OPS-24
- OPS-50
- Selex RAT-31DL
- Selex RAN-40L
- 346型雷达